# Franjevački samostan i crkva sv. Franje Asiškog u Gučoj Gori
Franjevački samostan i crkva sv. Franje Asiškog u Gučoj Gori.

## Povijest samostana
Sredinom 19. stoljeća bosanski su franjevci odlučili podignuti samostan u području Travnika, pa je za to odabrana Guča Gora. Na podizanju samostana i crkve u Gučoj Gori osobito je radio  fra Marijan Šunjić, koji je, izgleda, dao i osnovnu arhitektonsku ideju za zgrade. Gradnja samostanske zgrade započela je 1857. godine. Službeno proglašenje samostana obavljeno je već 1859. godine i on od tada u pravnom smislu postoji.
Odmah po izgradnji u samostan je smješteno niže franjevačko učilište, a od 1883. do 1900. u njemu se nalazila objedinjena franjevačka gimnazija (probandat), te od 1911. do 1913. novicijat. Od početka 20. stoljeća pa do tridesetih godina u samostanskim se prostorijama održavala nastava za dva viša razreda pučke škole. Nastava se ondje držala također i od 1942. do 1945. godine.
Gučogorska crkva građena je 1856. – 57. godine. Gradnju crkve i samostana vodio je najprije Ante Ciciliani iz Trogira, a onda ga je kasnije zamijenio domaći majstor Matija Lovrinović. Godine 1889. za crkvu su nabavljene nove orgulje, koje su nadomjestile postojeće starije. Nove orgulje (6 registara) izradila je tvrtka Braća Zupan u Kranjskoj. Godine 1894. crkva je djelomično porušena i sagrađena je nova po projektu Josipa Vancaša. Nova je crkva u neoromaničkom slogu i s dva zvonika, za razliku od stare koja je imala jedan. Godine 1896. crkvu je iznutra oslikao Marko Antonini. Za crkvu je nabavljeno i pet oltara iz radionice F. Stuflessera iz Tirola. Godine 1900. nabavljeno je zvono težine 741 kg koje je za Prvog svjetskog rata rekvirirano. Danas crkva ima tri zvona.
Godine 1990. u crkvi su instalirane orgulje (12 registara), koje su dar njemačke župe u Neuffenu, a izgrađene su između dvaju ratova. Restaurirane su u Zagrebu. Nažalost orgulje su u nedavnom ratu uništene.
I samostan i crkva imali su tragičnu sudbinu. U veljači 1945. godine, u vrijeme zadnjih borbi, partizani su zapalili obje zgrade. Požar je progutao sve što je u samostanu bilo vrijednoga, prije svega arhiv i knjižnicu, kao i ostavštinu fra Marijana Šunjića. Uništena su brojna umjetnička djela, crkveno ruho, oltar, orgulje. "Neznanje o ulozi franjevaca samo je dio toga općega neznanja, pojačano herostratski-primitivnim odnosom spram katoličko-franjevačko-hrvatske tradicije kao 'klerikalno-neprijateljske'. Nepotrebno, neshvatljivo uništenje gučogorskog samostana i biblioteke 1945. godine sadrži u sebi svu strašnu simboliku toga odnosa, simboliku požara Aleksandrijske knjižnice! Takav čin ne može se protumačiti, još manje opravdati, nikakvom revolucionarnošću. To je, naprosto, barbarska gesta jednoga arhajsko-plemenskoga mentaliteta - gesta mržnje i osvete" (Ivan Lovrenović, Svjetlo riječi, 1989., br. 88-89).
Ubrzo poslije požara počele su pripreme za obnovu. Crkva je stavljena pod krov 1946. godine. Ta je godina početak njezine obnove, koja traje sve do novijeg vremena. Novi je samostan izgrađen na temeljima jednog krila staroga 1957. – 59. godine.
Samostan i crkva doživjeli su sličnu sudbinu i u bošnjačkoj agresiji na prostore Hrvata u Srednjoj Bosni. Oboje su potpuno devastirani i demolirani. Samostan je u lipnju 1993. g. okupirala Armija BiH i od njega napravila zapovjedno mjesto za ratne operacije 1993./1994.godine. Nakon povratka, 1994. godine započela je obnova samostana i crkve. Danas i samostan i crkva služe svojoj svrsi. Zadnjih godina obnavlja se stari dio samostana u kojem će biti smješteni muzej i galerija, te dvorane za pastoralni rad. U planu je obnova i stambenog dijela samostana.
Umjetničko uređenje crkve intenzivira se početkom sedamdesetih godina. Kipar Zdenko Grgić izradio je postaje križnoga puta (reljefi u bakru), te u istoj tehnici i lik Sv. Franje. Ljepoti ovoga crkvenoga prostora pridonio je i slikar Ivo Dulčić sa svoja dva djela: Gospa Žalosna (freska) i Ozdravljenje slijepca (mozaik). Dominantno mjesto u prezbiteriju, pa i u cijeloj crkvi, ima velika slika Zlatka Kesera na zidu apside: Krist Svevladar. Po svim tim umjetničkim sadržajima gučogorska crkva ima zapaženo mjesto u suvremenoj sakralnoj umjetnosti Bosne.
Nažalost u nedavnom ratu od stradanja nisu bila pošteđena ni umjetnička djela kojima se samostan u Gučoj Gori mogao pohvaliti. Oštećena je oltarska fresko-slika (40 kvadrata) koju je izradio Zlatko Keser 1977. godine. Također je oštećena i fresko slika Gospa žalosna Ive Dulčića. Na više mjesta je oštećen brončani kip sv. Franje u prirodnoj veličini, rad akademskog kipara Ivana Križanca iz 1985. godine, a koji je bio u kvadratu samostana. Više umjetničkih slika je odneseno.
Budući da je samostansko blago nestalo u požaru Drugoga svjetskog rata, to su kulturno-umjetnički sadržaji poglavito iz novijeg vremena. Ipak je stjecajem okolnosti u samostanu preostala i poneka starina iz 18. i 19. stoljeća. Tako se sačuvalo osam umjetničkih slika, od kojih ovdje navodimo sliku Nepoznatog sveca iz 1796. god., te Madonu s Isusom i baroknu Gospu, obje s konca 18. ili početka 19. stoljeća te Sv. lliju od A. M. Seitza iz 1887. god. U samostanu se međutim nalazi više od stotinu djela suvremene likovne umjetnosti većeg broja autora različite generacijske pripadnosti i slikarskih pravaca kao što su G. Jurkić, M. Todorović, M. Mikulić, B. Selmanović, Lj. Lah, M. Čurić, P. Waldegg itd. Pred samostanom se nalazi spomenuti brončani kip Sv. Franje kipara I. Križanca iz 1985. god.
Požaru su izmakle i župne matice, te su se tako očuvale sve od 1766. godine. Također je sačuvana i kronika fra Jake Baltića iz 19. stoljeća. Ona osim kulturno-povijesne ima i literarnu vrijednost.

## Građevinske osobine samostana
Samostan je građen po uzoru na tradicionalnu samostansku arhitekturu. Tri stambena krila, zajedno s crkvom, zatvarala su samostanski klaustar. Nakon izgradnje bila je ta zgrada najveća u Bosni, a isticala se i svojom ljepotom: "58 stupova okruživalo je klaustar, dvospratna zgrada, bijela i čista, a okolo zelene bašče, njive i gajevi" (Lj. Hrgić).